# Kvicklök
Kvicklök (Allium roseum) är en flerårig växtart i släktet lökar och familjen amaryllisväxter.

## Utbredning
Kvicklöken växer naturligt i stora delar av Europa och Medelhavsområdet, norra Afrika och västra Asien. Den odlas som prydnadsväxt i andra delar av världen, och är som sådan introducerad och naturaliserad i bland annat Storbritannien, Nya Zeeland och Australien.